# 217 км (платформа)
Платформа 217 км — пасажирська зупинна залізнична платформа Дніпровської дирекції Придніпровської залізниці.
Розташована у місті Дніпро на лінії Нижньодніпровськ-Вузол — Апостолове між станціями Зустрічний (5 км) та Сурське (10 км).
Є єдиною залізничною станцією селища Новоолександрівка, що лежить на південь й схід від стації. На північ від станції розміщено Сурсько-Литовське кладовище міста Дніпро.
На платформі зупиняються приміські поїзди сполучення Дніпро-Лоцманська — Апостолове.